# Lukáš Souček
Lukáš Souček (ur. 10 lipca 1975) – czeski lekkoatleta, specjalizujący się w długich biegach płotkarskich oraz sprinterskich. 
Dwukrotny medalista Młodzieżowych Mistrzostw Europy (1997). Czterokrotny mistrz Czech w biegach na 400 metrów i 400 metrów przez płotki. 

## Osiągnięcia
- Młodzieżowe Mistrzostwa Europy, Turku 1997
  - złoty medal – bieg na 400 m przez płotki
  - srebrny medal – sztafeta 4 × 400 m
- Mistrzostwa Czech[1]
  - 2 złote medale – bieg na 400 m przez płotki (1995, 1996)
- Halowe Mistrzostwa Czech[2]
  - 2 złote medale – bieg na 400 m (1995, 1996)

## Rekordy życiowe
- bieg na 400 metrów
  - hala – 47,13 (1996)
- bieg na 400 metrów przez płotki
  - stadion – 49,08 (1997)